# Центральний парк культури та відпочинку (Чернігів)
Міськи́й сад (Центральний парк культури і відпочинку) — парк-пам'ятка садово-паркового мистецтва місцевого значення в Україні. Міський комунальний парк Чернігова, традиційне місце відпочинку і дозвілля багатьох чернігівців і гостей міста. Центральний парк культури і відпочинку імені Лесі Українки розташований біля Десни, на вулиці Шевченка, біля стадіону імені Юрія Гагаріна.

## Загальні дані
Площа природоохоронної території 11,2 га (загальна площа зеленої зони — 60 га). Статус дано згідно з рішенням Чернігівського облвиконкому від 28.03.1964 року № 121; від 10.06.1972 року № 303; від 27.12.1984 року № 454; від 28.08.1989 року № 164. Перебуває у віданні: Колективне підприємство «Центральний парк культури і відпочинку».
Штат працівників — від 30 осіб взимку до 60 влітку. Директор комунального підприємства «Центральний парк культури і відпочинку» — Хольченков Володимир Єгорович.

### Об'єкти дозвілля на території парку
- парк атракціонів;
- американські гірки;
- літній театр просто неба.

На території парку розташована ботанічна пам'ятка природи — «Група багатовікових дубів».

## Галерея

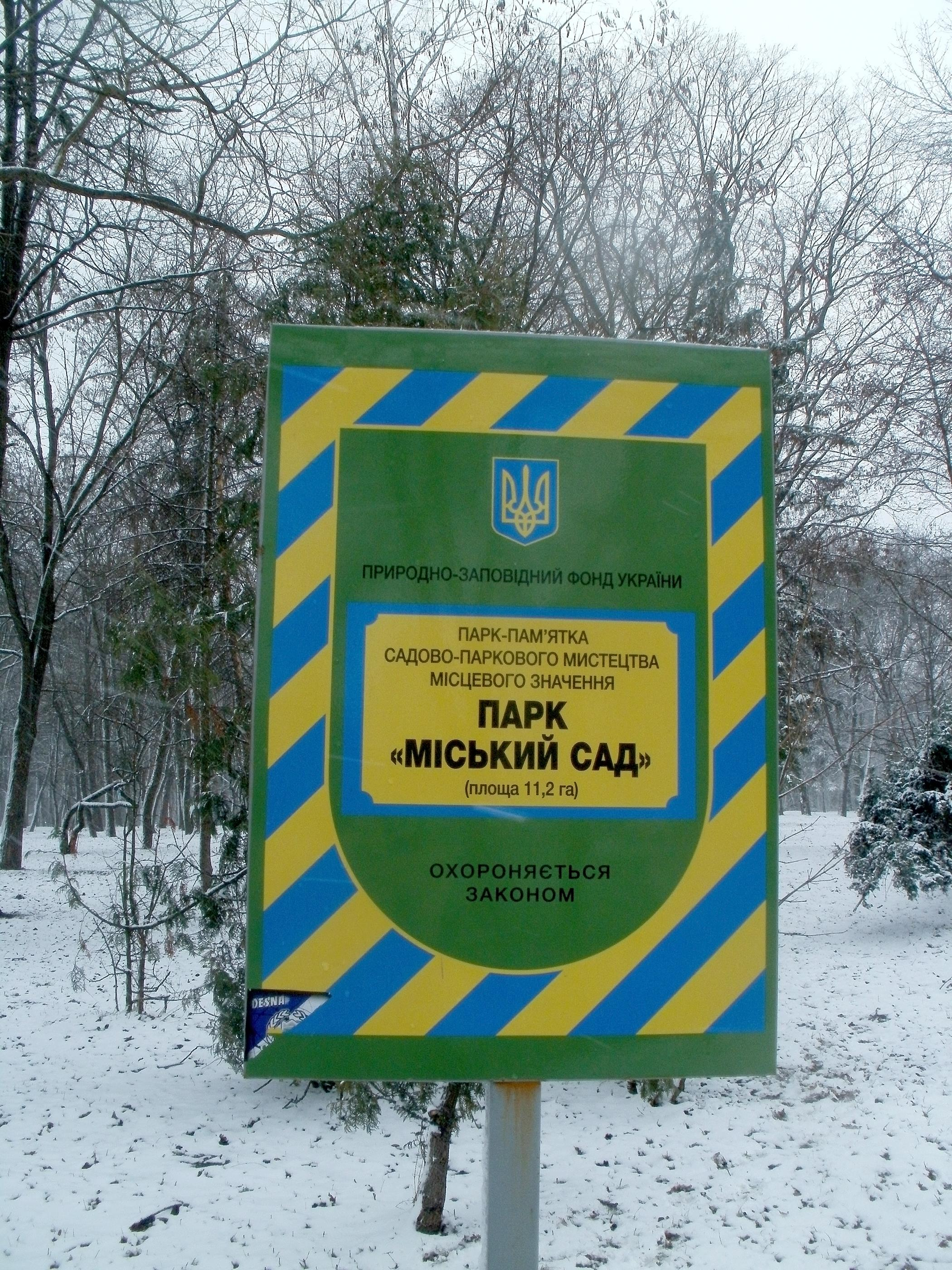
Таблиця при вході в парк
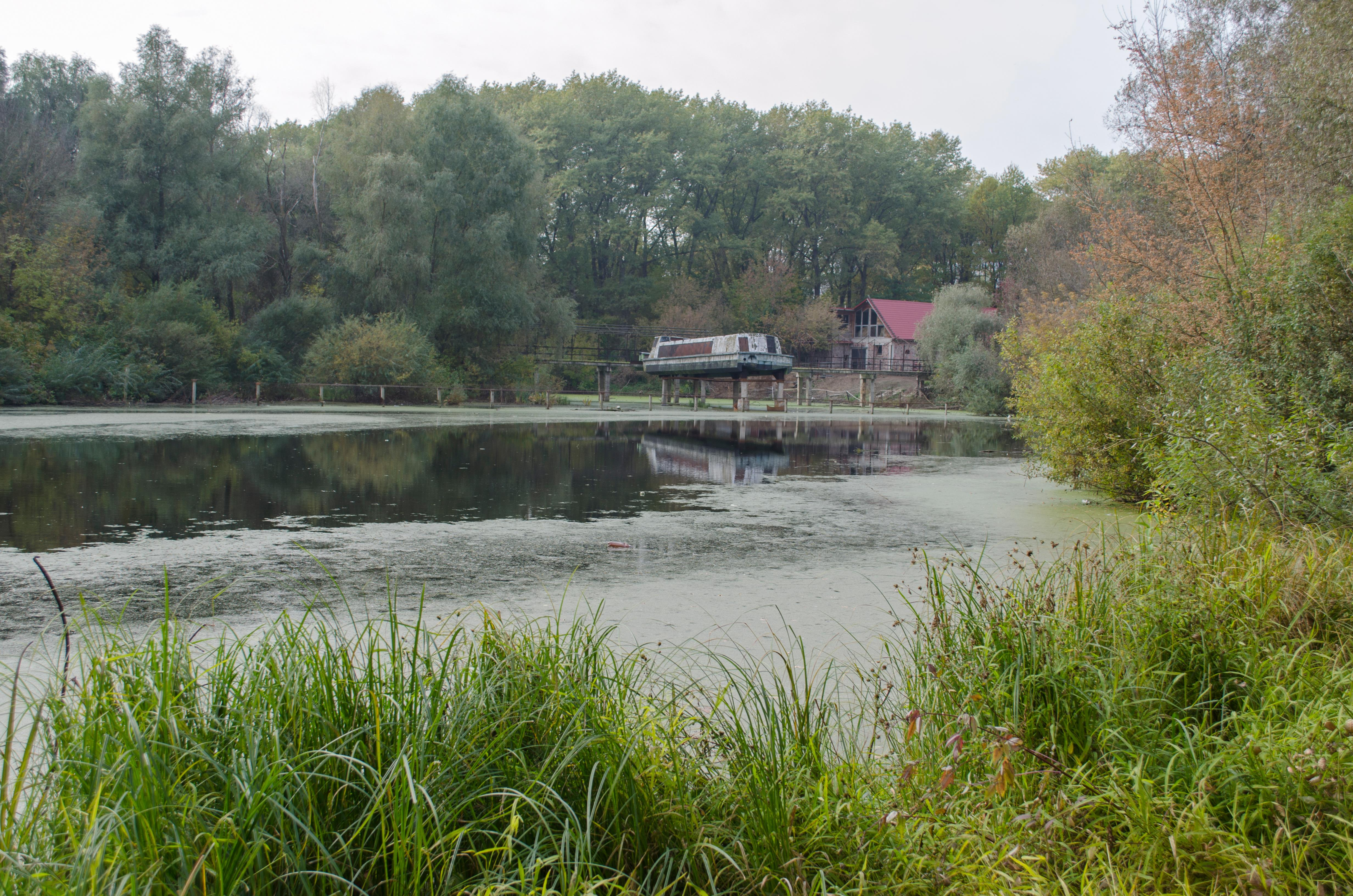
Ставок
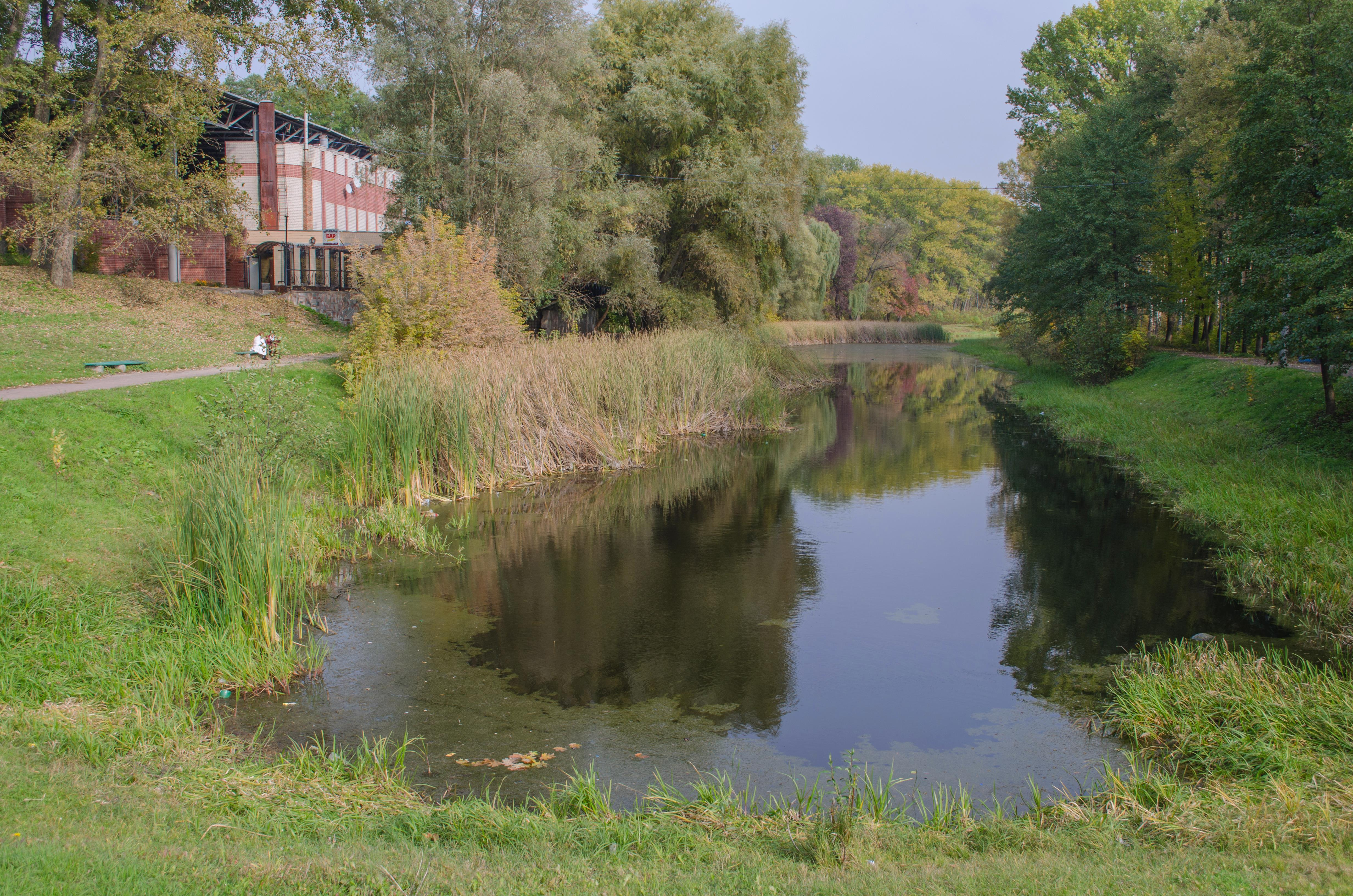
Ставок
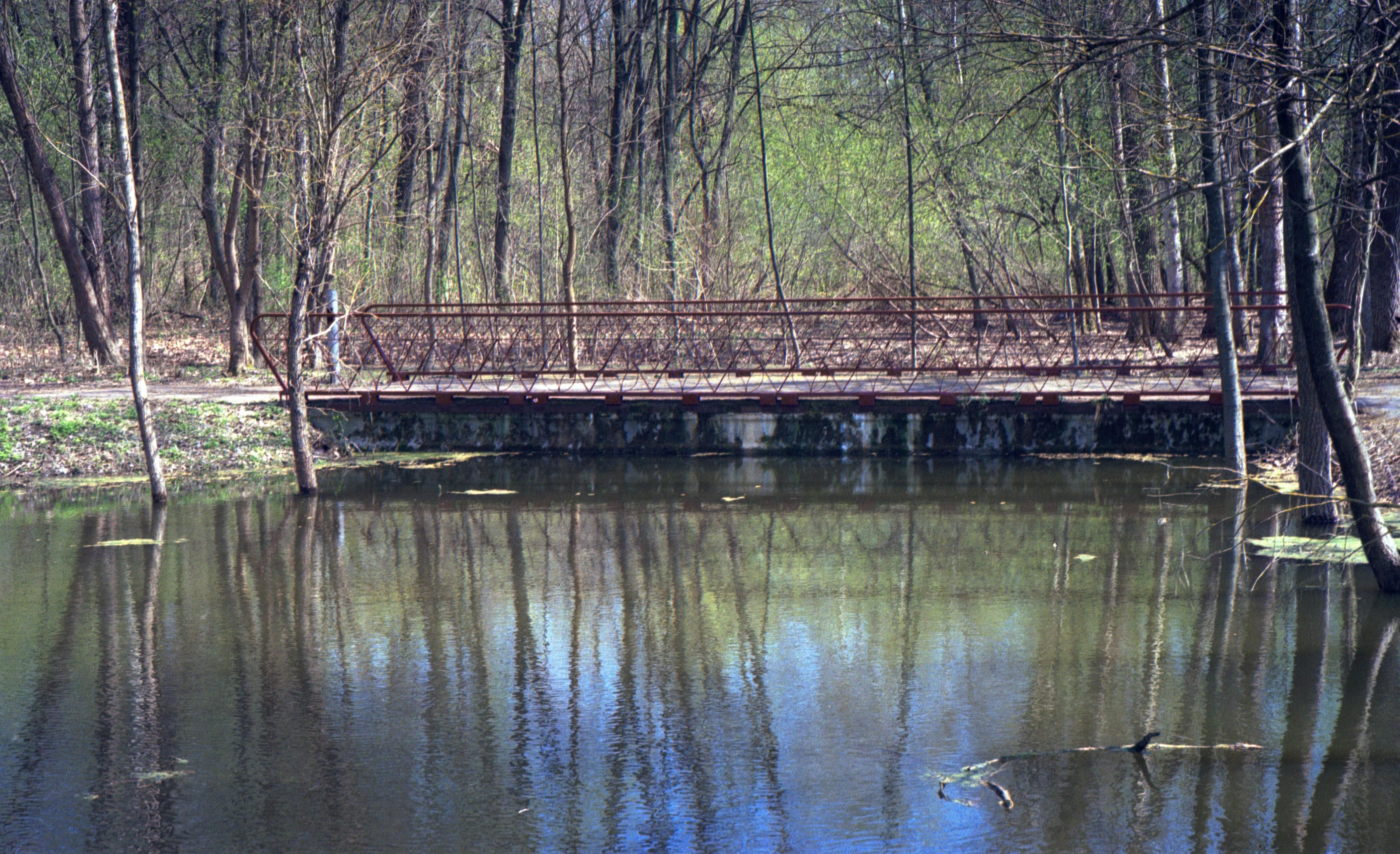
Весна в парку
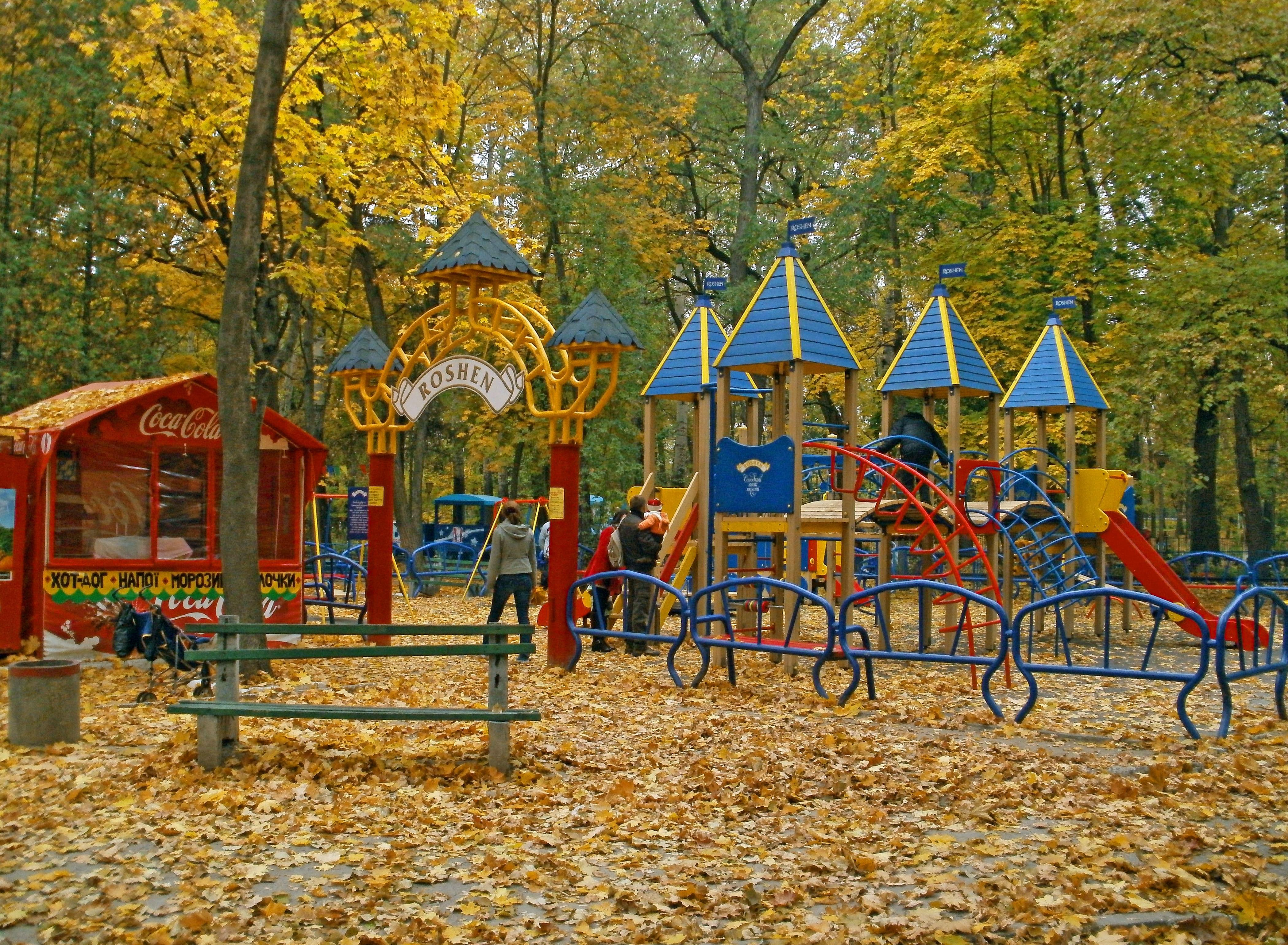
Дитячий майданчик